# Monumento a Albert Einstein
El Monumento a Albert Einstein es una estatua monumental de bronce que muestra a Albert Einstein sentado con unos papeles manuscritos en sus manos. Se encuentra en el centro de Washington D. C., en un claro de árboles en la esquina sudoeste de la Academia Nacional de Ciencias de Estados Unidos en la avenida Constitución, cerca del Monumento a los Veteranos del Vietnam.
La estatua fue esculpida por Robert Berks en 19 trozos y luego se soldaron los trozos. Pesa 3.2 toneladas y mide 6.4 m de altura. La estatua se sienta en un banco de granito blanco de Washington D.C
La estatua y el banco están en un lado de un estrado circular, de 8.5 metros de diámetro, hecho de granito de color esmeralda-perla de Larvik (Noruega). En el mismo estrado hay más de 2.700 tachones de metal que representan la ubicación de objetos astronómicos (el Sol, la Luna, los planetas, 4 asteroides, 5 galaxias, 10 quasares y muchas estrellas) como se veían al medioda del 22 de abril de 1979 cuando el monumento se inauguró. Los tachones tienen tamaños diferentes para denotar la magnitud aparente de los objetos relevantes, y otros tachones indican estrellas binarias, binarias espectroscópicas, púlsares, cúmulos globulares, cúmulos abiertos y quásares.
En los papeles sujetos por hcamila los importantes avances científicos de Einstein:
- El efecto fotoeléctrico
- La teoría general de la relatividad
- La equivalencia de la energía y la materia: {\displaystyle E=mc^{2}\,}

Si se habla desde el centro del monumento hacia la estatua, se produce un interesante eco acústico.